# Рудная (река)
Ру́дная (до 1972 года — Тетюхе) — река в Приморском крае России, вторая по величине в Дальнегорском городском округе.
Исток находится на восточном склоне горы с тригопунктом «Краснореченский» и отметкой 1248,3 м, рядом с перевалом «Чёртова Лестница». Высота истока над уровнем моря ок. 940 м. Река Рудная течёт на юго-восток с главного водораздела Сихотэ-Алиня и впадает в Японское море у п. Рудная Пристань. По водоразделам бассейн Рудной граничит на юго-западе с р. Зеркальная, на северо-востоке с р. Лидовка и р. Черёмуховая (приток Джигитовки). По Сихотэ-Алиню с р. Большая Уссурка и р. Дорожная (приток Журавлёвки). Длина р. Рудной составляет 73 км, площадь бассейна 1142 км².

## Топонимия
До 1972 года — река Тетюхе. Современное название река получила в 1972 году, во время кампании по переименованию широко распространённых в то время географических названий китайского происхождения. Название Рудная должно было отражать наиболее важные черты природы и экономики прилегающей территории. За прошедшие с тех пор десятилетия название укоренилось. Несмотря на некоторую банальность, название точно отражает главную особенность района — наличие крупнейших месторождений полиметаллических руд, добыча которых ведётся здесь уже второе столетие. Предыдущее название Рудной — р. Тетюхе. Это искажённое и упрощённое русскими китайское словосочетание Чжоу Чжу хэ, что переводится как «Долина диких кабанов». Имеются и другие, менее распространённые версии китайского названия. До появления китайцев, у коренных народов река называлась Ногуле. Из жаргонизмов, в устной речи и на форумах встречается название «Рудяха».
Широко известное описание реки и долины дано В. К. Арсеньевым

Чем дальше, тем интереснее становилась долина. С каждым поворотом открывались всё новые и новые виды. Художники нашли бы здесь неистощимый материал для своих этюдов. Некоторые виды были так красивы, что даже казаки не могли оторвать от них глаз и смотрели как зачарованные.
 
Кругом высились горы с причудливыми гребнями и утёсы, похожие на человеческие фигуры, которым кто-то как будто приказал охранять сопки. Другие скалы походили на животных, птиц или просто казались длинной колоннадой. Утёсы, выходящие в долину, увешанные гирляндами ползучих растений, листва которых приняла уже осеннюю окраску, были похожи на портики храмов, развалины замков и т. д.— В.К. Арсеньев "В дебрях Уссурийского края"

### Геоморфология речного бассейна

#### Горы
Территория водосбора Рудной располагается на восточном макросклоне Центрального Сихотэ-Алиня. Данный морфоструктурный район характеризуется преобладанием расчленённого низкогорья и, местами, среднегорья. Абсолютные отметки колеблются в пределах 0—800 м в нижней части бассейна, 100—1165 м в центральной и 250—1356 м в верхней. В-целом, от побережья к водоразделам возрастает высота сопок и крутизна склонов. Наиболее низкий и выположенный рельеф в бассейне Рудной приурочен к широким частям деллювиальных шлейфов у подножья горных массивов. Наиболее крупные районы распространения данного типа рельефа — верховья Монастырки, низовья Прямой, левый борт долины Рудной у с. Сержантово. Менее крупные районы — левобережье Нежданки, Кривой в верхнем течении, низовья Медвежьей, низовья Кривой, верховья Васьковского. Следующая ступень рельефа — мелкогорье. Она характеризуется малыми относительными превышениями, но крутизна склонов может варьировать в широких пределах. Районы с мелкогорным рельефом — это прежде всего водоразделы в низовьях притоков. К таковым можно отнести сопки между Мономахово, Милаевским Распадком и Корейской Падью, а также предгорья в районе Ниж. Монастырки и у с. Сержантово. Низкогорьем в геоморфологии принято называть горы с абсолютными отметками от 200 до 1500 м, либо с относительными превышениями до 600—800 м. С точки зрения относительных превышений, районы, укладывающиеся в понятие среднегорье, в бассейне Рудной можно встретить в полосе от Высокогорского перевала до п. Краснореченский. Самые крутые склоны приурочены либо к бортам долин в районах с интенсивной боковой эрозией, либо к выходам известняков, либо к пригребневым частям асимметричных водоразделов. В первом случае к таковым можно отнести правобережье Рудной в среднем течении. Примеры второго рода — урочище Чёртовы Ворота, горы Сахарная и Голая Скала со скальными обрывами. В последнем случае — это южные склоны гор Седая и Якут-гора, верховья Арзамазова ключа, Шубинской Пади и др.

#### Долины
Территории с равнинным рельефом в бассейне Рудной — это днища долин. Долина собственно р. Рудная прямая, с изломом в среднем течении, обусловленном пересечением рекой тектонических нарушений и огибанием древнего вулканического массива г. Солонцовой. Она начинается от подножья пер. Чёртова Лестница. Между ним и устьем кл. Питомный ширина долины не более 200 м, а продольный уклон превышает 50 м/км. В районе п. Краснореченский направление меняется на восточное, долина местами расширяется до 300 м, а продольный уклон в среднем составляет 20 м/км. В этом районе долина носит выраженный эрозионный характер. К ней примыкают высокие крутые склоны, а русло реки врезается в коренные породы. На следующем участке, от п. Краснореченский до перешейка между Горелым и Центром, долина постепенно расширяется и выполаживается. В микрорайоне Горелое ширина достигает уже 1,3 км. Средний уклон составляет около 12 м/км. Левый борт долины в этом районе, в-основном, крут и короток. Большие притоки впадают справа. По правобережью распространена высокая древняя терраса, наиболее мощная в районе ключа Сухого и сходящая на нет ниже устья Сенного. Своеобразный участок долины находится в пределах городской черты Дальнегорска. Река здесь резко меняет направление, врезаясь в коренные породы и образуя череду порогов и перекатов. Ширина долины уменьшается до 600 м, местами и до 200, уклон, по сравнению с участком в районе Горелого, возрастает. Эрозионное воздействие реки смещено к правому борту долины, оставляя в левом реликты палеодолины Рудной — древнюю террасу, на которой сейчас располагаются ул. Горная и Сопочная. Её остатки, возможно, сохранились и на правом борту долины, там где сейчас располагается ул. Северная. Древняя терраса имеется и по левобережью в микрорайоне Горбуша, но её поверхность находится ниже и время её образования ближе к современному. От Горбуши до «ворот» в районе Второго Разъезда ширина долины колеблется от 0,7 до 1,3 км, уклон составляет 7 м/км. Долина здесь прямая, трапециевидная, крупных притоков нет. Русло до середины п. Садовый довольно глубоко врезано в коренные породы. Ниже последнего «пережима» у Второго Разъезда долина расширяется до 1,6 км у с. Сержантово. Здесь заканчиваются скалистые пороги и остаются перекаты, чередующиеся с плёсами. Примерно в 10 км от берега моря сопки отступают от р. Рудной и долина резко расширяется до 3 км. Здесь, в месте выхода долин крупных притоков (Кривой и Прямой) долина Рудной наиболее широка. В приустьевой части, у п. Рудная Пристань ширина её составляет 2 км. Средний уклон на последних 10 км составляет 2 м/км. Река здесь приобретает равнинный характер. Берега сложены осадочными отложениями. На поверхности долины появляются русла-старицы, пруды. Осадочные отложения в устье — песок.

Река Рудная в среднем течении

### Гидрология
Распределение стока по сезонам года неравномерное. В среднем течении река вскрывается ото льда примерно в конце марта — начале апреля. Обычно освобождение от ледяного покрова происходит постепенно, от середины реки к заберегам. Ярко выраженного половодья не наблюдается. Иногда, после снежной зимы и весны, во время резкого потепления, начинается бурное таяние снега. Тогда талые воды начинают течь поверх льда, лёд интенсивно тает и расход воды в реке значительно повышается. Летом сток неравномерный. Бывает, что уровень воды в реке значительно падает, температура воды повышается до + 20 °C. Но чаще наблюдается обратная картина. В летнее время наиболее часты циклоны и тайфуны, приносящие проливные, либо обложные дожди. За тёплый период года проходит до нескольких паводков. Сильные наводнения происходят раз в несколько лет. Катастрофические наводнения, когда вода переполняла русло и местами выходила из берегов случались в 1980, 1989 годах (тайфун «Джуди»). Последнее катастрофическое наводнение, когда Рудная вышла из берегов, местами смыв и повредив дома частного сектора, случилось в конце августа — начале сентября 2016 года, во время прохождения тайфуна Лайонрок. Осенью паводки происходят реже, чем летом. Расход воды в реке постепенно уменьшается. Начало ледостава совпадает с переходом среднесуточных температур ниже 0 °C (начало-середина ноября). Сначала появляются забереги, донный лёд. После первых сильных снегопадов или ночного понижения температуры ниже −10…−15 °C появляется шуга. Обычно в первую половину зимы, на некоторых участках реки образуются наледи. Так происходит когда вода начинает течь поверх льда и растекаясь замерзает. В приустьевой части река не замерзает. Питание реки Рудной дождевое. Доля снегового питания в суммарном годовом стоке незначительна.

Река Рудная в нижнем течении зимой

### Природа

#### Растительность
Горно-таёжные ландшафты занимают большую часть территории водосбора Рудной. В составе растительности распространены представители манчжурской флоры. Верховья рек, ключей и верхний пояс гор занимают представители северной, охотской флоры. Вместе с тем, на территории Центрального Сихотэ-Алиня, по которой протекает в том числе и р. Рудная, широко распространено проникновение одних биотопов в другие. Благодаря гористому рельефу, помимо смены ландшафтов, обусловленной высотной поясностью, наблюдается их изменение на склонах различной крутизны и экспозиции. Зачастую представители различных флор смешаны и произрастают на одной территории. Дуб растёт среди лиственниц, лианы оплетают ели и пихты. Пестроте ландшафтов способствует и влияние моря. Наиболее теплолюбивые виды произрастают несколько далее от побережья, на климате которого сильно сказывается влияние холодного Приморского течения. Ближе к главному водоразделу Сихотэ-Алиня представители южной флоры вновь уступают место морозостойким северным видам растительности. Другие, не таёжные биомы, занимают гораздо меньшую площадь и разбросаны изолированными островками среди лесных ландшафтов. К таковым относятся луговые, водно-болотные, скалистые станции. Первые и вторые приурочены к долинам, последние к крутым склонам, курумам и выходам скал.

#### Животный мир
Фауна разнообразна, как и флора, но обеднена в количественном отношении из-за высокой освоенности территории человеком. В-основном это касается млекопитающих. Тем не менее, в таёжных зарослях находят себе укрытие и пропитание копытные — косули и изюбры. Сохранились в бывшей Тетюхе и кабаны, хотя и в очень ограниченном количестве. Довольно часто в ближайших окрестностях Дальнегорска встречаются белогрудые (гималайские) медведи. Их видят либо ломающими ветки черёмухи неподалёку от гаражей, либо на дачных участках. Редко, но бывает, что истощённые звери заходят прямо в город. Из птиц распространены космополиты, тяготеющие к населённым человеком местам — голуби, воробьи, вороны. Из таёжных видов встречаются синицы, сойки, кедровки, рябчики и многие другие. Благодаря наличию водохранилищ, в бассейне Рудной обитают цапли, останавливаются перелётные водоплавающие птицы. Зимой у незамерзающих участков рек и ручьёв часто можно встретить оляпку. От побережья, вверх по долине Рудной залетают орланы-белохвосты, в-основном не дальше свалки в районе Садового. Из рептилий распространены змеи: щитомордник, гадюка, амурский полоз, на каменистых участках встречаются небольшие ящерки.

##### Ихтиофауна
В связи с промышленным освоением и ухудшением экологической ситуации, в течение XX века количество рыбы в реке сокращалось. К концу столетия вверх по Рудной на нерест стали проходить лишь единичные экземпляры симы, горбуши и др. Наибольший урон ихтиофауна понесла в верхнем и среднем течении. В начале XXI века, в связи со спадом экономики, загрязнение речных вод несколько уменьшилось. Виды, постоянно живущие и зимующие в реке — ленок, гольян. Их ловля в окрестностях Дальнегорска носит лишь спортивных характер. Лучшие условия для рыбалки в нижнем течении реки. Здесь в Рудную впадают крупные и чистые притоки. Из моря заходит краснопёрка, пиленгас, азиатская корюшка. В чистых горных притоках Рудной водится форель, пеструшка.

### Население
Территория водосбора р. Рудная это всего лишь 1/5 площади ДГО. Но постоянно проживает на этой территории около 95 % населения. Наиболее густо населена собственно долина Рудной. Почти от истока до самого устья по долине разбросаны населённые пункты, промышленные предприятия, земли сельскохозяйственного назначения, вдоль Рудной пролегают основные транспортные магистрали района. Из всех крупных рек восточного побережья Приморья самая густонаселённая — р. Рудная.

Рудная в черте города Дальнегорска

#### Экономика

##### Промышленность
Основное развитие в бассейне р. Рудной получила горнодобывающая промышленность. Добыча полиметаллических руд и боросиликатов ведётся как открытым, так и подземным способом. Построены и работают крупные фабрики по обогащению руд и производству концентратов, химического сырья. За десятки лет возникли техногенные объекты, занимающие большую площадь — карьеры, отвалы вскрышных пород, хвостохранилища. Лесная и деревообрабатывающая промышленность менее развиты. Значительные по объёмам заготовки древесины в бассейне Рудной не производились. До перестройки были развиты и другие виды промышленности, например, производство стройматериалов, пищевая (пивзавод, мясокомбинат) и др.

##### Сельское хозяйство
Пахотные земли в бассейне Рудной находятся в долине нижнего и частично среднего течения реки, в окрестностях с. Мономахово и Сержантово. Кроме того, сельскохозяйственные культуры выращиваются на огородах и в садах частного сектора пригородов Дальнегорска и на дачных участках окрестностей Краснореченского, 14 — 8 км, в ключах Сенной, Резаный, в Шубинской Пади, п. Садовом, 2-й Разъезд и др. Пастбища находятся в низовьях Рудной, в долине Монастырки. Неконтролируемый выпас крупного рогатого скота производится на заброшенных дачных участках и даже в городской черте. Зарастающие ныне покосы имеются в Монастырке, в верховьях Кривой, Берёзового ключа.

##### Транспорт
Асфальтированные автодороги проложены по долине Рудной: трасса Осиновка — Рудная Пристань и дорога Дальнегорск — Краснореченский. По большинству притоков проложены грунтовые и лесные дороги. За пределы бассейна реки дороги выходят по нескольким важным перевалам: Высокогорскому, Лидовскому, Горбушинскому, Тайгинскому. В-целом, имеется густая и протяжённая сеть автомобильных дорог. До 2006 года по среднему и нижнему течению Рудной, от Дальнегорска до Рудной Пристани функционировала узкоколейная железная дорога, по которой перевозились свинцово-цинковые концентраты. В настоящее время остались короткие участки от рудников «Второй Советский» и «Верхний» до центральной обогатительной фабрики, по которым перевозится руда. В нижнем течении р. Рудная судоходна для маломерного флота. В первой половине XX века по реке, примерно до с. Мономахово поднимались баржи-плоскодонки. Ржавый корпус одной из них в настоящее время находится под мостом дороги, ведущей на Смычку.

##### Гидротехнические объекты и мосты

Полузамытая плотина в центре Дальнегорска

Плотина во время летнего паводка

На окраине п. Краснореченский построена небольшая плотина и водозабор для водоснабжения посёлка. В конце 80-х была построена плотина в Центре, в районе «Универсама». Сброс воды осуществлялся переливом через верх плотины. После первого же крупного наводнения запруда оказалась заполненной песком, галькой и валунами. Через несколько лет шлюзы открыли и река промыла себе новое русло. Выше плотины стала проходить нерестовая рыба, голец поднимается до бани в п. Краснореченский. Через Рудную перекинуто множество мостов. Среди них около 20 автомобильных, один железнодорожный, более десятка пешеходных и несколько мостовых переходов трубопроводов. В связи с опасностью размыва ул. Набережной г. Дальнегорска во время сильных паводков, левобережье Рудной в городской черте во многих местах укреплено подпорными стенками.

#### Экология
Для сравнительно небольшой долины Рудной с её сорокатысячным населением и множеством источников загрязнения очень актуальны проблемы экологии и рационального природопользования. За небольшой исторический промежуток, в течение жизни одного поколения, из кишащей рыбой прозрачной горной реки Рудная превратилась в заиленную и замусоренную речку. Из-за нарушения почвенно-растительного покрова при строительстве зданий, сооружений, дорог, во время дождей в реку начинает смываться с мутными ручьями большое количество взвесей, иловатых частиц. При попадании канализационных стоков, в илистых отложениях и в воде появляется большое количество микроскопических водорослей, вода мутнеет и становится зеленоватой. В зимнее время вода в Рудной становится чище. Поверхностные воды в реку не попадают, питание осуществляется грунтовыми водами ниже границы промерзания, из-за низкой температуры воды замедляется рост микрофлоры. Другими основными источниками загрязнения могут быть следующие. Во-первых, свалки вокруг гаражей, автотранспорт являются источниками поступления нефтепродуктов. Во-вторых, обогатительная фабрика, горно-химическое производство, хвостохранилища — источники поступления различных химических веществ, тяжёлых металлов. В-третьих, бытовые стоки поставляют органику, поверхностно-активные вещества, бытовую химию. В-четвёртых, многочисленные несанкционированные свалки бытовых отходов в долине реки и даже в самом русле не только загрязняют воду, но и портят общее впечатление о реке, сводят на нет её потенциал как места отдыха. Зачастую и самими отдыхающими наносится урон: битое стекло, горы пластиковых бутылок и алюминиевых банок лишают привлекательности красивую горную речку. Один из наиболее серьёзных экологических инцидентов произошёл в верхнем течении у п. Краснореченский в 1990-х, во время ликвидации обогатительной фабрики, когда дождями вредные вещества стали смываться в реку с промплощадки бывшей фабрики.
Ландшафты на территории водосбора р. Рудной и особенно долины в ближайших окрестностях Дальнегорска подвергаются значительной антропогенной нагрузке. В то же время, благодаря гористому рельефу и отчасти, предпринимаемым мерам по охране природы, склоны сопок в большинстве своём всё так же покрыты густыми лесами, как и десятки лет назад. Из негативных изменений можно отметить уменьшение доли хвойных насаждений из-за многократно участившихся палов сухой лесной подстилки, деградацию леса на близлежащих к хим. комбинату сопках.
Согласно исследованию Института Блэксмита долина реки Рудной входит в список самых загрязнённых мест в мире.

#### Отдых и туризм
К наиболее популярным местам отдыха на рассматриваемой территории можно отнести устье реки, берега оз. Васьковского и Горбушинского водохранилища, где имеются благоустроенные пляжи. Собственно р. Рудная имеет лишь то преимущество, что находится прямо в городе, жилые кварталы располагаются непосредственно вдоль набережной реки. Для купания же река мало пригодна. В черте г. Дальнегорска наиболее популярные места отдыха на берегу Рудной — в районе Горелое напротив устья Нежданки; на «перешейке» выше кл. Светлого; в районе плотины на «универсаме»; в районе магазина «Глобус» на Набережной и в парке им. Пушкина. К сожалению, перечисленные места никак не благоустроены, за исключением разве что «универсама», где есть скамейки, а зимой во время крещения вырубается прорубь. Так называемые «Белые Скалки» — одно из самых живописных и интересных мест на Рудной. Скальные выходы известняков находятся прямо в русле и омываются речной водой, имеются даже крохотные островки известняков посреди реки. Скалы светло-серые, гладкие, словно облизанные водой, кое-где на них можно различить отпечатки древних раковин. Ещё при СССР была укреплена бетоном набережная, к скалкам построена лестница. К сожалению, столь уникальное место выглядит непрезентабельно из-за битого стекла, граффити и сажи от сжигаемых резиновых покрышек. В районе дачного посёлка Садовый имеется водопад Тетюхинский.
В туристическом отношении бассейн Рудной богат интересными объектами. Территория пригодна для различных видов туризма и экстремального спорта. Немало важно и то, что в районе имеется густая сеть дорог. Скалы, пещеры, вершины, живописные пороги на ручьях и речках располагаются не слишком далеко от города.

Пороги в районе дачного посёлка Садовый, среднее течение

##### Водный туризм
Из-за маловодья и большого уклона река считается сложной для сплава. Кроме того, в русле имеются препятствия искусственного происхождения. Отдельные пороги имеют IV категорию сложности по шестибалльной шкале. Прохождение реки осуществлялось на плотах ПСН-6 и ПСН-10 туристами из турклуба «Норд» в 1980-90 гг. По высокой воде сплав можно начинать от ост. Заречье между Краснореченским и Тайгой. Основную трудность в верховьях представляет быстрое течение реки и крутые повороты с прижимами. Ниже 10-км русло становится менее врезанным, крутых поворотов мало. Мало и плёсов; много перекатов и галечниковых кос. На перешейке между Горелым и Центром в русле много скальных выступов, один сплошной поток разбивается на несколько малых и бурных. Сразу за ними расположен гидропост с натянутыми поперёк реки тросами. Прохождение Рудной в районе Светлого сложное. Сразу за устьем кл. Светлый на повороте имеются выходы скал с узкими сливами между ними. Сложен и проход под автомобильным мостом: на быстром и узком сливе необходимо резко уклоняться вправо от бетонной опоры моста. Плотина на «универсаме» непроходима, её требуется обходить. В районе «Горняка», под старым мостиком русло перегораживает бетонная тумба. В районе старого кладбища имеется сложный порог. Ниже по течению река течёт в глубоко врезанном скалистом русле. Здесь имеются перекаты и прижимы. В районе Горбуши и ниже опасность может представлять также и строительный мусор, трубы, арматура. Ниже химкомбината река хотя и остаётся бурной и порожистой, но сплавляться здесь уже немного легче. Опасные места встречаются перед Садовым и в районе 2-го Разъезда. Ниже Сержантово скалистые пороги и прижимы исчезают. Препятствие здесь представляют перекаты и протоки, на которые начинает разбиваться русло реки. Между Мономахово и Смычкой река имеет равнинный характер. Препятствием для сплава здесь может явиться разве что сильный встречный ветер с моря.

### Притоки (км от устья)
Крупнейшие выделены жирным шрифтом. Расстояния подсчитаны по спутниковым снимкам Wikimapia с учётом изгибов русла реки. Протяжённость собственно долины Рудной — ок. 67 км.
- 0,3 км: Падь Васькова (пр)
- 1,3 км: Падь Первомайская (лв)
- 1,7 км: река Монастырка (пр)
- 3,7 км: ручей Милаевский Распадок (лв)
- 5,9 км: река Кривая (пр)
- 14,7 км: падь Второй Ключ (лв)
- 17,2 км: ручей Кривой Ключ (лв)
- 22,8 км: ключ Большой Зезюлинский (пр)
- 23,5 км: ключ Завадский (пр)
- 25,2 км: ключ Козловский (пр)
- 28,4 км: ручей Третий Ключ (лв)
- 30,2 км: падь Новицкого (лв)
- 33,4 км: ключ 27-й Ключ (пр)
- 34,6 км: ручей Матросовский Распадок (лв)
- 35,5 км: река Горбуша (лв)
- 40,2 км: Падь Шубинская (лв)
- 41,0 км: ручей Больничный (пр)
- 41,9 км: ручей Скальный (пр)
- 42,2 км: ручей Брудеровский (лв)
- 43,3 км: ручей Светлый (пр)
- 44,0 км: безымянный ручей (от ул. Пушкинская до ул. Черняховского) (лв)
- 44,6 км: ручей Усовский (пр)
- 45,2 км: ключ Тигровый (лв)
- 46,0 км: река Нежданка (лв)
- 46,3 км: безымянный ручей (от ул. Некрасовская до ул. Геологическая) (лв)
- 47,3 км: ключ Сенной (пр)
- 47,7 км: ключ Резаный (лв)
- 52,3 км: ключ Берёзовый (пр)
- 54,3 км: ключ Сухой (пр)
- 55,0 км: ключ Таёжный (пр)
- 57,7 км: ключ Арзамазов (лв)
- 58,5 км: ключ Сухой (лв)
- 63,0 км: ключ Ветвистый (лв)
- 63,2 км: ключ Лапшин (пр)
- 66,1 км: ключ Шелеповский (пр)
- 67,7 км: ключ Бараний (лв)
- 70,0 км: ключ Питомный (пр)
- 76,8 км: исток